# Gresham (Nebraska)
Pour les articles homonymes, voir Gresham.
La ville américaine de Gresham est située dans le comté de York, dans l’État du Nebraska. Lors du recensement de 2010, sa population s’élevait à 223 habitants.

## Source
- (en) Cet article est partiellement ou en totalité issu de l’article de Wikipédia en anglais intitulé « Gresham, Nebraska » (voir la liste des auteurs).